# Фернандо Мелігені
Фернандо Мелігені (порт. Fernando Meligeni; нар. 12 квітня 1971) — колишній бразильський тенісист.
Найвищу одиночну позицію світового рейтингу — 25 місце досяг 11 жовтня 1999, парну — 34 місце — 3 листопада 1997 року.
Здобув 3 одиночні та 7 парних титулів.
Найвищим досягненням на турнірах Великого шолома був півфінал в одиночному розряді.
Завершив кар'єру 2003 року.

## Загальна статистика

### Досягнення в одиночних змаганнях
| W | Ф | ПФ | ЧФ | #Р | КТ | К# | DNQ | A | NH |

| Турнір                                 | 1991 | 1992 | 1993 | 1994 | 1995 | 1996 | 1997 | 1998 | 1999 | 2000 | 2001 | 2002 | 2003 | SR     | В-П   | Win (%) |
| -------------------------------------- | ---- | ---- | ---- | ---- | ---- | ---- | ---- | ---- | ---- | ---- | ---- | ---- | ---- | ------ | ----- | ------- |
| Турніри Великого шлему                 |      |      |      |      |      |      |      |      |      |      |      |      |      |        |       |         |
| Відкритий чемпіонат Австралії з тенісу |      |      |      | 1р   |      | 1р   | 2р   | 1р   | 1р   | 1р   |      | 1р   | 1р   | 0 / 8  | 1–8   | 11%     |
| Відкритий чемпіонат Франції з тенісу   |      |      | 4р   | 1р   | 3р   | 1р   | 2р   | 4р   | ПФ   | 2р   | 3р   | 2р   | К1р  | 0 / 10 | 18–10 | 64%     |
| Вімблдонський турнір                   |      |      |      | 1р   |      |      |      |      |      | 1р   | 2р   | 1р   |      | 0 / 4  | 1–4   | 20%     |
| Відкритий чемпіонат США з тенісу       |      | 1р   | 1р   | 1р   | 1р   | 1р   | 3р   | 1р   | 2р   | 1р   | 2р   | 2р   |      | 0 / 11 | 5–11  | 31%     |
| В-П                                    | 0–0  | 0–1  | 3–2  | 0–4  | 2–2  | 0–3  | 4–3  | 3–3  | 6–3  | 1–4  | 4–3  | 2–4  | 0–1  | 0 / 33 | 25–33 | 43%     |

### Важливі фінали

#### Олімпійські Ігри
| Результат  | Рік  | Турнір              | Покриття | Суперник     | Рахунок       |
| ---------- | ---- | ------------------- | -------- | ------------ | ------------- |
| 4-те місце | 1996 | Олімпіада в Атланті | Тверде   | Леандер Паес | 6–3, 2–6, 4–6 |

#### Панамериканські ігри
| Результат | Рік  | Турнір               | Покриття | Суперник     | Рахунок                 |
| --------- | ---- | -------------------- | -------- | ------------ | ----------------------- |
| Золото    | 2003 | Ігри в Санто-Домінго | Тверде   | Марсело Ріос | 5–7, 7–6(8–6), 7–6(7–5) |